# Saignelégier
Saignelégier är en ort och kommun i kantonen Jura i Schweiz. Saignelégier är huvudort för distriktet Franches-Montagnes. Kommunen har 2 568 invånare (2023).

## Läge och kommunikationer
Orten Saignelégier ligger 980 m ö.h. på höglandet Franches-Montagnes, ovanför floden Doubs djupa kanjon. Kommunen sträcker sig såväl ner till byn Goumois på franska gränsen vid Doubs som sydöst ut över höglandet.
I byn korsas huvudvägarna från Delémont till La Chaux-de-Fonds och från Tramelan till Goumois och Maîche i Frankrike. Här finns även station på CJs smalspåriga järnväg mellan La Chaux-de-Fonds och Glovelier. 

## Historia
Ortsnamnet är känt sedan år 1294. Byn ingick under medeltiden i Basels stift. På 1400-talet anlades ett kapell och 1629 blev Saignelégier församlingscentrum. 
Under Napoleontiden tillhörde byn Frankrike men kom efter Wienkongressen 1815 till kantonen Bern. 
Under 1800-talet expanderade urtillverkningen och sjukhus och en utökad skola (école secondaire) inrättades. 
När kantonen Bern delades år 1978 övergick kommunen till kantonen Jura. I januari 2009 inkorporerades Goumois och Les Pommerats.

## Kultur och turism
Byns befolkning är blandat romersk-katolsk och reformert. 
Den andra söndagen i augusti anordnas Marché-Concours national des chevaux, en nationell hästfestival med tävlingar och hästmarknad. 
Trakten är känd för längdskidåkning.